# Erioptera angustifascia
Erioptera angustifascia là một loài ruồi trong họ Limoniidae. Chúng phân bố ở miền Australasia.